# Equipe das Ilhas Britânicas na Copa Davis
A equipe das Ilhas Britânicas na Copa Davis representou o Reino Unido da Grã-Bretanha e Irlanda no International Lawn Tennis Challenge (futura Copa Davis), principal competição de tênis masculina por equipes do mundo.
Competiu com esse nome entre 1900 a 1912, apesar da separação da Irlanda e do Reino Unido só acontecer em 1922. Novas equipes foram criadas:
- Equipe britânica na Copa Davis (a partir de 1913; os recordes históricos das Ilhas Britânicas foram herdados pela Grã-Bretanha);
- Equipe irlandesa na Copa Davis (a partir de 1923).

Nos doze anos de existência, conquistou cinco títulos.